# That's Him
Albums de Abbey Lincoln
Abbey Lincoln's Affair, A Story of a Girl in Love
(1957) It's Magic
(1958)
That's Him, également édité sous le titre Abbey Lincoln With The Riverside Jazz Stars est le deuxième album de la chanteuse de jazz Abbey Lincoln paru en 1957 sur le label Riverside. Lincoln est accompagnée pour cet enregistrement de musiciens prestigieux avec Sonny Rollins au saxophone ténor, Kenny Dorham à la trompette, Wynton Kelly au piano, tandis que la section rythmique est formée par Paul Chambers à la contrebasse et Max Roach à la batterie.

## Contexte

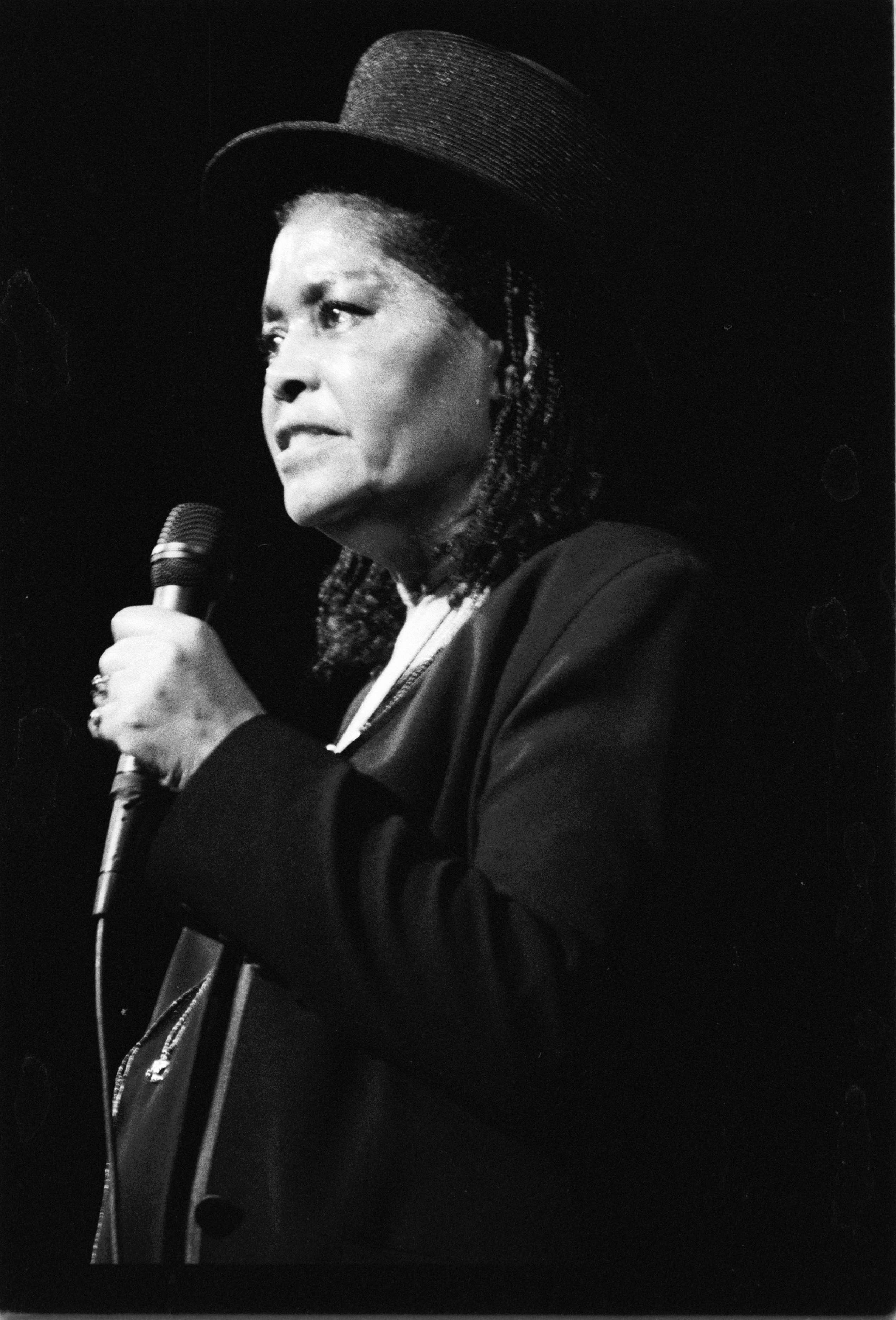
Abey Lincoln (1992)

À la fin des années 1950 Lincoln enregistre une série de trois albums sur le label Riverside débutant par That's Him (1957) puis It's Magic (1958) et Abbey Is Blue (1959). Ces albums lui permettent de passer du statut de chanteuse renommée de club à celui d'artiste de jazz et révèlent aussi son engagement dans le mouvement de défense des droits civiques et du féminisme en tant que femme afro-américaine,.
De plus les couvertures de ces trois albums reflètent indirectement l'évolution cet état d'esprit donnant l'impression de vouloir s'écarter des stéréotypes de la femme noire sensuelle. La couverture de That's Him montre en effet Lincoln assise sur le côté, décontractée et souriante, en robe blanche avec une épaule dénudée alors que sur l'album suivant It's Magic seule la partie haute de son corps est visible, Lincoln apparaissant les bras croisés avec un vêtement à manches longues. Enfin sur Abbey Is Blue la couverture présente seulement son visage à travers une image teintée de bleu et probablement en train de chanter. Cette évolution se traduit surtout par le contenu de ses albums, alors qu'il y a davantage de ballades romantiques sur That's Him, les enregistrements progressent vers des réflexions sur la vie et des sujets sociaux sur Abbey Is Blue ce qui préfigure son militantisme du début des années 1960.

## Titres
That's Him contient principalement des chansons romantiques et des standards. Happiness Is a Thing Called Joe et My Man sont deux standards bien connus tandis que le morceau Tender as a Rose présente la particularité d'être interprété a cappella et donnant l'impression d'un chant funèbre. Strong Man est une nouvelle chanson de Oscar Brown Jr., chanteur, compositeur et militant de Chicago, et souhaitée par Lincoln. La chanson dénonce les stéréotypes à propos de hommes noirs et met en avant « leur attirance physique et leur engagement dans les relations ». Les autres chansons de l'album proposent à travers un regard positif sur l'amour, « un éloge des relations amoureuses des noirs ». Le titre Porgy est une interprétation basée sur la composition Porgy and Bess et Happiness Is a Thing Called Joe provient du film musical américain Cabin in the Sky.
| N°  | Titre                             | Compositeur                                                        | Durée |
| --- | --------------------------------- | ------------------------------------------------------------------ | ----- |
| 1.  | Strong Man                        | Oscar Brown                                                        | 5:04  |
| 2.  | Happiness Is a Thing Called Joe   | Harold Arlen, Edgar Yipsel Harburg                                 | 5:57  |
| 3.  | My Man                            | Jacques Charles, Channing Pollack, Albert Willemetz, Maurice Yvain | 3:57  |
| 4.  | Tender as a Rose                  | Phil Moore                                                         | 3:00  |
| 5.  | That's Him                        | Ogden Nash, Kurt Weill                                             | 3:28  |
| 6.  | I Must Have That Man!             | Dorothy Fields, Jimmy McHugh                                       | 4:00  |
| 7.  | I Must Have That Man! (prise 3)*. | Dorothy Fields, Jimmy McHugh                                       | 3:56  |
| 8.  | Porgy                             | Dorothy Fields, Jimmy McHugh                                       | 4:27  |
| 9.  | Porgy (prise 1)*                  | Dorothy Fields, Jimmy McHugh                                       | 4:30  |
| 10. | When a Woman Loves a Man          | Bernie Hanighen, Gordon Jenkins, Ralph Rainger, Billy Rose         | 4:28  |
| 11. | Don't Explain                     | Arthur Herzog, Jr., Billie Holiday                                 | 6:39  |

## Enregistrement
Les morceaux sont enregistrés aux Reeves Sound Studios à New York le 28 octobre 1957 et paru sur le label Riverside Records au format LP (RLP 12-251),.
| Musicien      | Instrument      | Titre     |  | Équipe technique |                                  |
| ------------- | --------------- | --------- |  | ---------------- | -------------------------------- |
| Abbey Lincoln | chant           | 1-11      |  | Orrin Keepnews   | Producteur, liner notes          |
| Sonny Rollins | saxophone ténor | 1-3, 5-11 |  | Bill Grauer      | Producteur                       |
| Kenny Dorham  | trompette       | 1-3, 5-11 |  | Jack Higgins     | Ingénieur (Reeves Sound Studios) |
| Wynton Kelly  | piano           | 1-3, 5-11 |  | Joe Tarantino    | Mastering                        |
| Paul Chambers | contrebasse     | 1-3, 5-10 |  | Paul Weller      | Couverture, photographie         |
| Max Roach     | batterie        | 1-3, 5-11 |  | Paul Bacon       | Design                           |

## Réception
L'auteur Scott Yanow écrit sur AllMusic que « même pour ce début, elle était déjà une chanteuse de jazz exceptionnelle avec son propre style » et il indique que ses trois albums chez Riverside (That's Him, It's Magic et Abbey Is Blue) méritent d'être écoutés plusieurs fois.